# Clathria dayi
Clathria dayi är en svampdjursart som beskrevs av Claude Lévi 1963. Clathria dayi ingår i släktet Clathria och familjen Microcionidae. Inga underarter finns listade i Catalogue of Life.